# Toft (Cambridgeshire)
Toft – wieś i civil parish w Anglii, w Cambridgeshire, w dystrykcie South Cambridgeshire. W 2011 civil parish liczyła 503 mieszkańców. Toft jest wspomniana w Domesday Book (1086) jako Tofth.